# Curzay-sur-Vonne
Curzay-sur-Vonne és un municipi francès situat al departament de la Viena i a la regió de la Nova Aquitània. L'any 2007 tenia 458 habitants.

## Demografia

### Població
El 2007 la població de fet de Curzay-sur-Vonne era de 458 persones. Hi havia 190 famílies de les quals 52 eren unipersonals (28 homes vivint sols i 24 dones vivint soles), 75 parelles sense fills, 55 parelles amb fills i 8 famílies monoparentals amb fills.
La població ha evolucionat segons el següent gràfic:
Habitants censats

### Habitatges
El 2007 hi havia 249 habitatges, 194 eren l'habitatge principal de la família, 18 eren segones residències i 37 estaven desocupats. 232 eren cases i 14 eren apartaments. Dels 194 habitatges principals, 150 estaven ocupats pels seus propietaris, 41 estaven llogats i ocupats pels llogaters i 3 estaven cedits a títol gratuït; 1 tenia una cambra, 12 en tenien dues, 32 en tenien tres, 57 en tenien quatre i 92 en tenien cinc o més. 151 habitatges disposaven pel capbaix d'una plaça de pàrquing. A 104 habitatges hi havia un automòbil i a 76 n'hi havia dos o més.

### Piràmide de població
La piràmide de població per edats i sexe el 2009 era:
| Homes | Edats   | Dones |
| ----- | ------- | ----- |
| 0     | 95 o +  | 0     |
| 0     | 90 a 94 | 0     |
| 4     | 85 a 89 | 4     |
| 4     | 80 a 84 | 4     |
| 0     | 75 a 79 | 12    |
| 8     | 70 a 74 | 12    |
| 20    | 65 a 69 | 8     |
| 4     | 60 a 64 | 8     |
| 0     | 55 a 59 | 4     |
| 12    | 50 a 54 | 4     |
| 20    | 45 a 49 | 24    |
| 4     | 40 a 44 | 0     |
| 32    | 35 a 39 | 20    |
| 20    | 30 a 34 | 24    |
| 12    | 25 a 29 | 16    |
| 36    | 20 a 24 | 8     |
| 4     | 15 a 19 | 8     |
| 4     | 10 a 14 | 16    |
| 16    | 5 a 9   | 16    |
| 12    | 0 a 4   | 0     |

## Economia
El 2007 la població en edat de treballar era de 293 persones, 220 eren actives i 73 eren inactives. De les 220 persones actives 198 estaven ocupades (112 homes i 86 dones) i 22 estaven aturades (10 homes i 12 dones). De les 73 persones inactives 36 estaven jubilades, 14 estaven estudiant i 23 estaven classificades com a «altres inactius».

### Ingressos
El 2009 a Curzay-sur-Vonne hi havia 185 unitats fiscals que integraven 456,5 persones, la mediana anual d'ingressos fiscals per persona era de 15.278 €.

### Activitats econòmiques
Dels 10 establiments que hi havia el 2007, 1 era d'una empresa alimentària, 2 d'empreses de construcció, 2 d'empreses de comerç i reparació d'automòbils, 1 d'una empresa d'hostatgeria i restauració, 1 d'una empresa d'informació i comunicació i 3 d'empreses de serveis.
Dels 2 establiments de servei als particulars que hi havia el 2009, 1 era un paleta i 1 electricista.
L'únic establiment comercial que hi havia el 2009 era una fleca.
L'any 2000 a Curzay-sur-Vonne hi havia 22 explotacions agrícoles que ocupaven un total de 1.104 hectàrees.

## Equipaments sanitaris i escolars
El 2009 hi havia una escola elemental integrada dins d'un grup escolar amb les comunes properes formant una escola dispersa.

## Poblacions més properes
El següent diagrama mostra les poblacions més properes.